# Économie post-industrielle
 (décembre 2016).
Si vous disposez d'ouvrages ou d'articles de référence ou si vous connaissez des sites web de qualité traitant du thème abordé ici, merci de compléter l'article en donnant les références utiles à sa vérifiabilité et en les liant à la section « Notes et références ».
L'économie post-industrielle, parfois nommée nouvelle économie, est le type d'économie caractéristique des pays développés, reposant beaucoup moins sur la production industrielle et agricole que dans les siècles précédents.
L'expression est apparue à la suite de la formule « société post-industrielle » forgée en 1959 par le sociologue américain Daniel Bell.

## Caractéristiques de l'économie post-industrielle
L'économie post-industrielle comporte plusieurs caractéristiques essentielles :
- Les productions physiques (agriculture et industrie) y perdent leur prééminence au profit du secteur tertiaire (les services).
- Le développement est de plus en plus fondé sur la connaissance, la créativité et l'information, devenues les nouvelles matières premières de l'économie moderne (économie du savoir) et la forme de capital la plus recherchée (capital-savoir).

On pourrait y ajouter comme troisième caractéristique la constitution d'une économie sur des bases mondiales (mondialisation économique) sans pour autant supprimer les avantages compétitifs locaux reposant de plus en plus sur la notion de pôle de compétence ayant une compétitivité, voire un leadership au niveau mondial dans un domaine économique précis.
Une quatrième caractéristique est l'exigence de développement durable, qui, au niveau des entreprises, se traduit par la responsabilité sociétale.
Le philosophe Michel Foucault pense que le passage à l'économie post-industrielle correspond à un changement de conception du monde (épistémè). Il appelle la période post-industrielle l'hypermodernité.

## Économie immatérielle?
Une opinion couramment répandue est que l'économie post-industrielle serait devenue « immatérielle », avec le remplacement massif de l'information papier par de l'information sur support électronique, particulièrement dans le secteur des services. Pourtant, force est de constater que les productions de biens matériels ont continué à augmenter en volume dans les pays développés. D'autre part, les produits électroniques sont eux-mêmes matériels. On a donc complexifié l'économie, constaté l'émergence de nouvelles propriétés du système.
Des études montrent que l'économie « dématérialisée » continue d'avoir des effets importants sur l'environnement, notamment en matière de consommation d'énergie.

## Conséquences de l'économie post-industrielle
La suppresion de plusieurs emplois est une des conséquences les plus importantes: le système de production de l’économie post-industrielle est basé sur l’automatisation de la production. Ce nouveau système a permis aux entreprises de générer davantagede profits,.
La hausse de production en matière de biens électriques nécessite une grande quantité de main-d'œuvre dite informelle . Celle-ci peut se résumer par le fait que le travail , à très faible revenu et ayant des conditions de travail à revoir , effectué par ceux-ci n’est pas régulé par l’État , donc ni déclaré et fiscalisé . C’est le cas notamment à Mumbai , là où la majorité des postes sont occupés par des travailleurs informels.

### Économie du savoir
La transition vers une économie s'appuyant davantage sur les connaissances techniques et scientifiques créée de la valeur ajoutée :  un savoir exclusif à une seule entreprise lui permet d'être compétitive et de se différencier de ses concurrents.
À la fin des années 1990, 26% de la population des États-Unis travaillait dans le secteur manufacturier, contre 15% en 2023.
Cette nouvelles ère économique a toutefois contribué à  créer de nouveaux emplois, notamment au niveau du développement de la productivité des systèmes de production automatiques. L’imprimerie, la nanotechnologie et l'intelligence artificielle sont des exemples de systèmes de productions automatiques qui ont été développées.